# ليزلي ماركس
ليزلي ماركس (بالإنجليزية: Leslie Marx)‏ هي مبارزة بالسيف أمريكية، ولدت في 24 أبريل 1967 في Fort Belvoir ‏ في الولايات المتحدة.

## وصلات خارجية
- ليزلي ماركس على موقع أوليمبيديا (الإنجليزية)